# Hypolytrum pynaertii
Hypolytrum pynaertii är en halvgräsart som först beskrevs av De Wild., och fick sitt nu gällande namn av Ernest Nelmes. Hypolytrum pynaertii ingår i släktet Hypolytrum och familjen halvgräs. Inga underarter finns listade i Catalogue of Life.